# Brita Johansdotter
Brita Johansdotter, född 1698, död i Västerfärnebo i Västmanland 1741, var en svensk som avrättades dömd för blodskam och hor. 
Hon gifte sig 14 oktober 1722 vid 24 års ålder med den 40-årige änkemannen Johan Olsson i Falnäs, Västerfärnebo socken, Västmanland. Maken hade i tidigare äktenskap den då 20 år gamla sonen Mats Johansson, som själv var gift och hade barn. 
Pingsthelgen 1739 rymde Brita och Mats och levde sedan i vildmarken i skogarna kring Nås i Dalarna. De efterlystes och blev till slut gripna och fängslade i Västerås. De ställdes inför rätta vid Vangsbro häradsrätt hösten 1740 och åtalades för blodskam och hor. I egenskap av styvmor och styvson dömdes de enligt bibelns bud för blodskam (incest) som mor och son trots att de i praktiken inte var släkt,  och eftersom de båda var gifta åtalades de dessutom för dubbelt hor (äktenskapsbrott), vilket även det var belagt med dödsstraff, även om det under 1700-talet alltmer sällan utövades.
Båda nekade. En andra rättegång följde i Nås våren 1741, och en tredje på tinget i Mälby. Under den tredje rättegången erkände de båda blodskam och dubbelt hor (äktenskapsbrott). 
Brita Johansdotter dömdes att halshuggas och å båle brännas, och Mats Johansson till att halshuggas, styckas och sättas upp på fem stegel "androm till varnagel". Avrättningen ägde rum på avrättningsplatsen vid Viggarne den 30 oktober 1741.
Dödsstraffet för äktenskapsbrott avskaffades 1778, och dödsstraffet för blodskam omvandlades i 1864 års strafflag till straffarbete.